# Enzootischer Campylobacter-Abort des Schafs
Der Enzootische Campylobacter-Abort des Schafs wird vom Bakterium Campylobacter fetus spp. fetus verursacht. Bei Erstausbrüchen ist oft auch Campylobacter jejuni der Erreger und führt zu Lämmerverlusten bis zu 70 %.

## Pathogenese und Klinik
Die Erreger werden von den Mutterschafen oral aufgenommen, es handelt sich also nicht um eine Deckseuche. Die Mutterschafe müssen zum Zeitpunkt der Infektion bereits mindestens einen Monat tragend sein, damit es zu Verlammungen kommen kann.
Es kommt zu einer Überschwemmung des mütterlichen Organismus mit Erregern, die sich dann in der Gebärmutter, der Leber, der Gallenblase und den Leberlymphknoten ansiedeln. Die Frucht stirbt im letzten Trächtigkeitsdrittel ab, selten werden lebensschwache Lämmer geboren. Die Auen zeigen außer Scheidenausfluss keine auffälligen Symptome. Die Infektion verursacht eine mehrjährige Immunität.

## Therapie und Prophylaxe
Durch sofortige Behandlung aller trächtigen Mutterschafe mit Antibiotika halten sich die Verluste in Grenzen. Nach Resistenztestung empfehlen sich Penicillin-Streptomycin-Kombinationen.